# Cảnh quan văn hóa các vườn nho của vùng Piedmont: Langhe-Roero và Monferrato
Cảnh quan văn hóa các vườn nho của vùng Piedmont: Langhe-Roero và Monferrato là tên chính thức của Di sản thế giới của UNESCO bao gồm 5 khu vực trồng nho riêng biệt gắn với các danh lam thắng cảnh nổi bật của vùng và lâu đài Grinzane Cavour trong vùng Piemont, tây bắc Ý.
Các địa điểm trải dài trong khu vực đồi núi của Langhe và Montferrat, một trong những vùng sản xuất rượu vang quan trọng nhất của Ý. Nằm ở trung tâm vùng Piemont, các địa điểm được ghi nhận là cảnh quan văn hóa bởi nó là sự kết tinh giữa thiên nhiên và bàn tay con người tạo thành. Nó được công nhận là Di sản thế giới nhờ vào giá trị nổi bật của văn hóa rượu vang, mà đã định hình phong cảnh qua nhiều thế kỷ.

## Mô tả
Di sản này bao gồm năm khu vực trồng nho để sản xuất rượu vang nổi bật, khác nhau cùng với các cảnh quan nổi bật và lâu đài Grinzane Cavour, một biểu tượng trong quá trình phát triển vườn nho và lịch sử Ý. Nó nằm ở phần phía nam của vùng Piedmont, giữa sông Pô và dãy Ligurian Alps. Nó bao gồm đầy đủ các quy trình kỹ thuật và kinh tế liên quan đến nghề trồng nho và làm rượu vang đặc trưng vùng này trong nhiều thế kỷ. Trong thời kỳ La Mã, Gaius Plinius Secundus đã đề cập đến khu vực này là một trong những nơi thuận lợi nhất cho việc trồng nho ở Ý thời cổ đại và sử gia Strabo nổi tiếng đã viết về những thùng rượu nho của khu vực này.

## Địa điểm
Dưới đây là các thành phần cấu tạo thành Di sản thế giới Cảnh quan văn hóa các vườn nho của vùng Piedmont: Langhe-Roero và Monferrato
| Số hiệu UNESCO | Tên                         | Diện tích (ha) | Vùng đệm (ha) | Tọa độ                                      |
| -------------- | --------------------------- | -------------- | ------------- | ------------------------------------------- |
| 1390-001       | Langa của Barolo            | 3051           | 59306         | 44°36′31″B 7°57′49″Đ / 44,60861°B 7,96361°Đ |
| 1390-002       | Lâu đài Grinzane Cavour     | 7              | 59306         | 44°39′7″B 7°59′39″Đ / 44,65194°B 7,99417°Đ  |
| 1390-003       | Các đồi Barbaresco          | 891            | 59306         | 44°43′14″B 8°5′15″Đ / 44,72056°B 8,0875°Đ   |
| 1390-004       | Nizza Monferrato và Barbera | 2307           | 59306         | 44°47′47″B 8°18′18″Đ / 44,79639°B 8,305°Đ   |
| 1390-005       | Canelli và Asti Spumante    | 1971           | 59306         | 44°44′17″B 8°14′59″Đ / 44,73806°B 8,24972°Đ |
| 1390-006       | Monferrato của Infernot     | 2561           | 16943         | 45°3′3″B 8°23′23″Đ / 45,05083°B 8,38972°Đ   |
| Tổng           | Tổng                        | 10789          | 76249         |                                             |